# Jack Lambert
Jack Lambert, född 13 april 1920 i Yonkers i New York, död 18 februari 2002 i Carmel-by-the-Sea i Kalifornien, var en amerikansk skådespelare. Han blev ofta typecastad i biroller som tuffing.

## Filmografi, urval
- 1946 – Den laglösa staden
- 1946 – Hämnarna
- 1946 – Harvey Girls
- 1947 – Icke misstänkt
- 1948 – De stora skogarnas folk
- 1949 – En gangsters liv
- 1950 – Pionjärer
- 1951 – Ligan
- 1952 – Kapten Svartskägg
- 1952 – Landet bortom bergen
- 1954 – Vera Cruz
- 1955 – Rid för livet
- 1955 – Natt utan nåd
- 1956 – Förrädaren
- 1961 – Tidernas agent